# Aulonocara stonemani
Aulonocara stonemani è una specie di pesci della famiglia dei Ciclidi. È endemica del Malawi.
Il suo habitat naturale sono i laghi di acqua dolce. Non è considerata specie a rischio dallo IUCN.